# 구스타프 5세
구스타프 5세(스웨덴어: Gustaf V, 1858년 6월 16일 ~ 1950년 10월 29일)는 스웨덴의 국왕으로 1907년부터 1950년 사망할 때까지 통치하였다. 칼 16세 구스타프의 증조할아버지이다.
오스카르 2세와 나사우의 소피아의 맏아들로 1907년 아버지의 사망으로부터 43년 후 자신이 사망할 때까지 다스린 그는 스웨덴의 연장자 왕족과 망누스 4세에 이어 두번째로 장기적 통치한 기록을 보유하고 있다. 그는 또한 자신의 왕족 특권을 실습하는 데 마지막 스웨덴의 왕족이기도 하였다. 그는 최고 중세 이래 대관식을 올리지 않고 왕관을 쓰지 않은 첫 스웨덴의 국왕이었다.
구스타프의 초기 통치는 제1차 세계 대전이 1914년 자유당 총리 카를 스타프의 축출을 먼저 차지하여 전쟁의 대부분에 자신의 표면상 대표 햘마르 함마르셸드(다그 함마르셸드의 아버지)과 대체하는 데 이끌었어도 스웨덴에서 의회 지배의 상승을 보았다. 하지만 자유당과 사회민주당이 스타프의 후임자 닐스 에덴 아래 의회 다수를 안정시킨 후, 그는 모든 실질상 권력들의 왕정을 약탈한 새로운 정부를 형성하는 데 에덴을 허용하고 1919년으로 봐서 여성을 위해서를 포함하여 만국과 동등의 참정권을 제정하였다. 의회적 민주주의의 원칙들에 완전히 굴종한 그는 자신 통치의 남은 31년 동안 인기있는 표면상 대표로 남아있었고, 제2차 세계 대전 동안에 그는 논리주의 후원을 위하여 나치 독일로부터 요청들을 받아들이는 데 페르 알빈 한손의 연정을 강조하였다. 파시즘이나 근본적인 국가주의를 위하여 많은 성원을 보이지 않았어도 이 일은 현재까지 논쟁적으로 남아있다. 그의 친독과 반공적 자세는 또한 1차 대전에 잘 알려졌다.
92세의 나이로 그의 사망의 이어 그는 하이비 사건에서 동성애자로서 관련되었다. 그의 소문난 연인 - 경력 범죄자이자 고발된 소아성애 쿠르트 하이비는 1930년대에 법원의 약탈로 1952년 투옥되었다. (1944년까지 동성애는 스웨덴에서 범죄 위반이었다고 한다.) 스포츠의 애호가로 알려진 그는 1912년 스톡홀름 올림픽을 개최하고 1897년부터 1907년까지 스웨덴 스포츠 협회의 의장을 맡았다. 가장 두드러지게 그는 경쟁적 테니스 선수로서 스웨덴을 대표하여 자신의 80대까지 테니스에 열중하였다.

## 생애

### 유년기
오스카르 구스타프 아돌프 베르나도테(스웨덴어: Oscar Gustaf Adolf Bernadotte)란 본명으로 스톡홀름주 에케뢰 시의 드로트닝홀름 궁전에서 오스카르 왕자와 소피아 공주의 아들로 태어났다. 출생에 구스타프는 베름란드의 공으로 창조되었다. 아버지의 왕위로 계승에 구스타프는 스웨덴과 노르웨이 양국의 왕세자가 되었다. 1907년 12월 8일 2년 일찍 노르웨이의 왕위로부터 갈라져 온 스웨덴의 왕위에 아버지의 뒤를 이었다.
1881년 9월 20일 독일 카를스루에에서 바덴의 빅토리아 공주와 결혼하였다. 그녀는 홀슈타인고트로프 가의 전 왕실과 함께 베르나도테 가 통치인 현실의 혈통 연결에 의하여 자신이 구스타프 5세에 결혼 생활이 합쳤다.

### 국왕 즉위

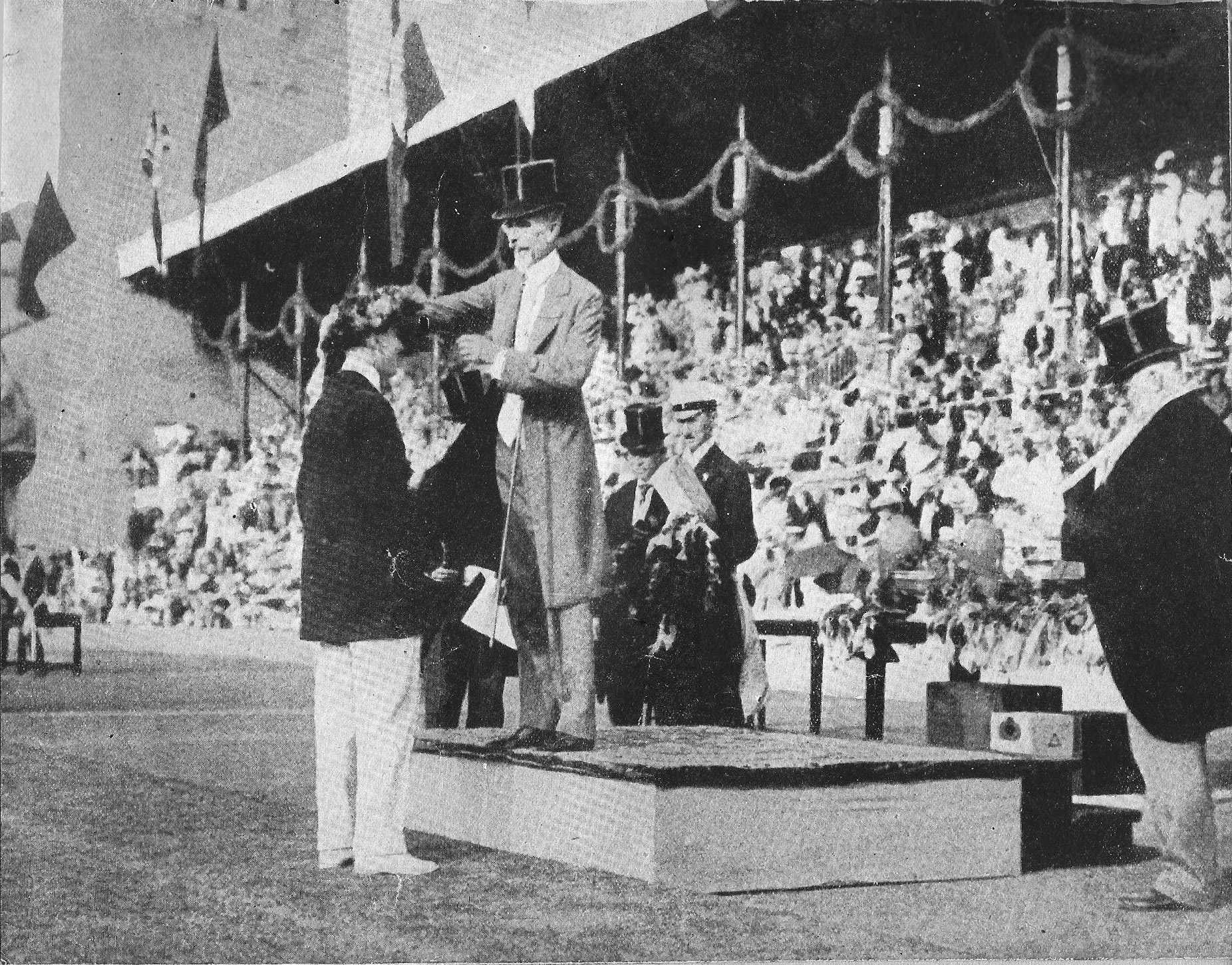
스포츠 애호가로 알려진 구스타프 5세는 1912년 하계 올림픽에서 우승한 선수들에게 월계관을 수여하기로 유명하였다.

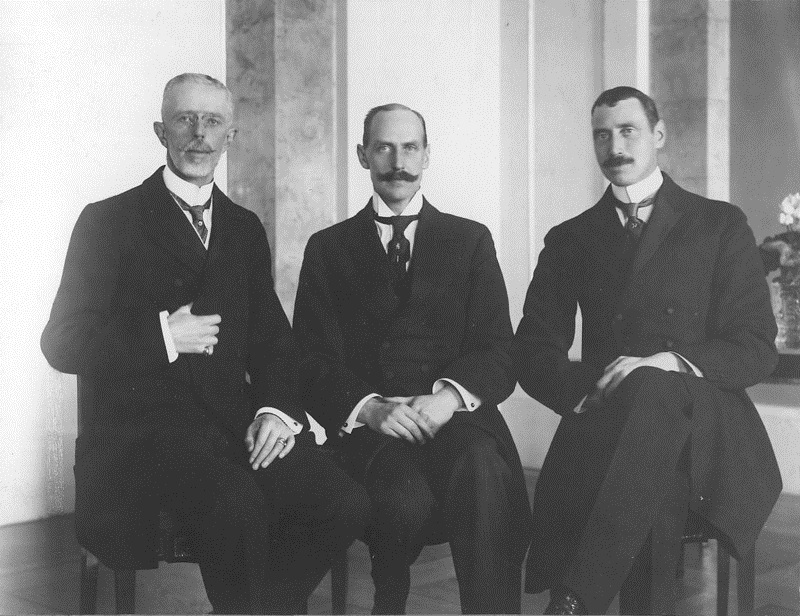
1917년 스칸디나비아 3국 국왕들의 회담에서 - 좌로부터 구스타프 5세(스웨덴), 하콘 7세(노르웨이)와 크리스티안 10세(덴마크)

왕위에 오를 때 구스타프 5세는 전제 군주에 가까웠다. 1809년 정부의 수단은 국왕을 국가 원수와 정부 수뇌로 둘다 만들었고, 장관들은 단독으로 그에게 책임을 지었다. 하지만 자신의 아버지이 1905년 의회의 다수에 의하여 선택된 정부를 받아들이는 데 강요되었다. 그 이래 총리들은 의회의 성원에 따라서 선택되었다.
처음에 구스타프 5세는 의회 통치를 받아들이는 데 기꺼이 하는 것 같이 보였다. 자유당이 1911년 압도적 대승리를 거둔 후, 구스타프는 자유당의 지도자 카를 스타프를 총리로 임명하였다. 하지만, 제1차 세계 대전으로 전단계 동안에 상류 인사들이 스타프의 국방 정책을 반대하였다. 1914년 2월 농부들의 큰 관중이 왕궁에 모여 국가의 방어를 강화시키는 데 요구하였다. 그의 답변 - 이른바 사실 탐험가 스벤 헤딘에 의하여 쓰여진 안마당 연설에서 구스타프는 국방을 강화시키는 데 약속하였다. 하지만, 구스타프는 자신이 아직도 스웨덴 국민들과 자유롭게 교통하는 데 권리를 가졌다고 항변하였다. 스타프 정부는 항의에서 사임하였고, 구스타프는 훗날 유엔 사무총장이 된 다그 함마르셸드의 아버지 햘마르 함마르셸드가 이끄는 공무원 정부를 임명하였다. 오늘날까지 그 일은 스웨덴의 국왕이 직접 국가의 통치에 끼어든 데 마지막이었다.
1917년 선거는 자유당원과 사회민주당원들을 위하여 거대한 이득을 보였다. 이 일에 불구하고 구스타프는 시초적으로 요한 비덴이 이끄는 보수당 정부를 임명하는 데 시도하였다. 하지만, 비덴은 연합 정부를 형성시킬 수 없었다. 그 일은 이제 구스타프가 자신의 선택의 전체로 정부를 임명할 수 없던 표면이었다. 선택이 없었으나 총리로서 자유당원을 임명하는 데 그는 스타프의 후임자로서 자유당 총재 닐스 에덴에 의하여 이끌어진 자유당-사회민주당 연합 정부를 임명하였다. 에덴 정부는 즉시 정부 자신에 국왕의 정치적 권력들 대부분을 침해하였고, 1918년과 1919년 사이에 만국의 참정권을 완료한 다수의 개혁들을 제정하였다. 구스타프가 아직도 형식적으로 장관들을 임명한 동안에 그들은 이제 의회의 신임을 가져야 했다. 정부의 수단에서 준비들이 "국왕이 홀로 범위를 다스려야 한다"고 진술이 변하지 않음으로 남아있었고, 전부의 의지와 목적을 위하여 장관들이 실제로 다스렸다. 구스타프는 자신의 감소한 역할을 받아들였고, 모델적으로 한정된 헌법적 왕정으로서 자신의 인생 나머지를 위하여 통치하였다. 의회주의는 1974년까지 형식화되지
않을 것 같은 스웨덴에서 사실상의 본체가 되었다.
구스타프 5세는 1차 대전이 일어나는 동안에 독일에 동정심을 가진 것으로 숙고되었다. 전쟁이 일어나는 동안에 그의 정치적 자세는 자신의 독일 고향에 강한 연결을 느낀 그의 부인에 의하여 높게 영향을 받았다. 1914년 12월 18일 그는 단일성을 논증하는 데 스칸디나비아의 다른 국왕 2명과 함께 말뫼에서 회담을 후원하였다. 구스타프 5세의 다른 목표는 자신이 전쟁에 스웨덴을 독일의 편으로 가져오기를 원했던 혐의를 없애버리는 것이었다.

### 나치 동정

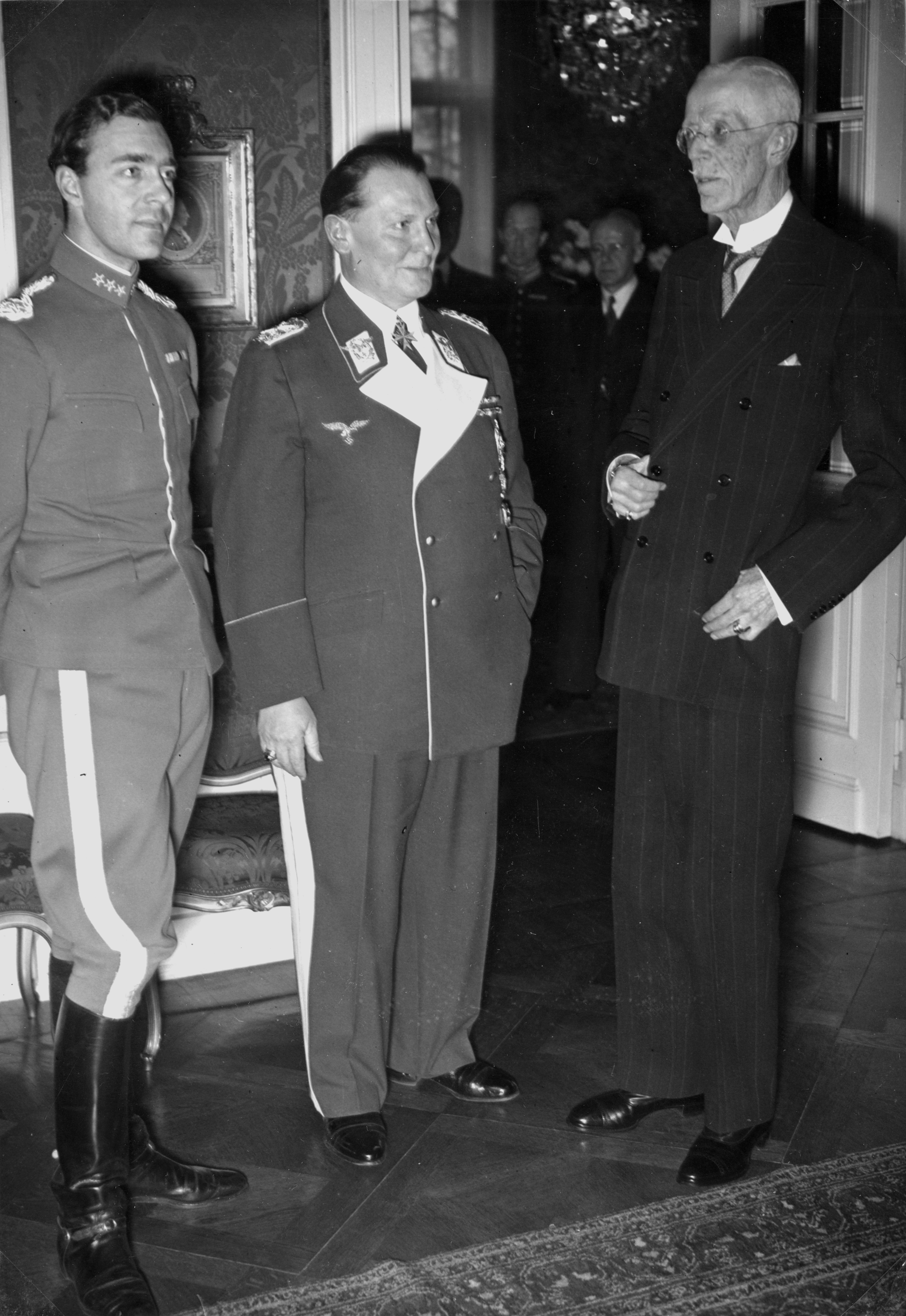
1939년 2월 베를린에서 구스타프 아돌프 황태자와 함께 헤르만 괴링을 만나는 모습

외교적 목적들을 위하여 논증할 수 있는 일이었어도 국왕과 그의 손자 구스타프 아돌프는 둘다 제2차 세계 대전이 터지기 전에 어떤 나치당의 지도자들과 함께 교제하였다. 역사가
외르겐 바이불에 의하면 구스타프 5세는 유대인들의 박해를 안화시키는 데 베를린 방문 중에 아돌프 히틀러를 납득시키는 시도를 하였다. 그는 또한 인류의 이름에 그 유대인들을 구하는 데 헝가리의 지도자에게 호소하기로 주목되었다. 프랭클린 D. 루스벨트 미국 대통령의 요청에서 구스타프 5세는 1938년 평화 협상들을 위하여 히틀러에게 호소하였다.
1941년 6월 나치 독일이 소련을 점령할 때 구스타프 5세는 "볼셰비키의 골칫거리"를 처리한 것에 히틀러에게 고마운 말을 전하는 개인적 편지를 쓰고 "이미 거둔 승리들"에 그를 축하하려고 하였다. 그는 페르 알빈 한손 총리에 의하여 멈추어졌다. 그럼에 불구하고 국왕은 정부의 후원 뒤로 스톡홀름 주재 독일 대사관에 의한 전보를 통하여 히틀러에게 전갈을 보냈다.

### 1941년 한여름의 위기
1941년 6월 한여름 위기가 있는 동안에 한손 총리에 의하면 개인적 대화에서 노르웨이 남부에서 핀란드 북부까지 스웨덴의 영토를 통하여 만약 정부가 엥겔브레히트 사단으로 불린 전투 보병 사단을 옮기는 데 독일의 요청을 찬성하지 않았다면 국왕이 퇴위하는 데 위협을 받았다고 한다. 이 주장의 정확성이 토론되고 국왕의 의지가 어쩌다 독일과 분쟁을 피하는 데 그의 욕망으로 단언되었다. 이 일은 후에 스웨덴의 역사가들로부터 숙고적인 주의를 받았고, 한여름의 위기로 알려졌다.
국왕의 활동의 확정은 전쟁 말기에 포착된 독일 외교 정책 문서들에 들어있다. 6월 25일 스톡홀름에서 독일의 공사가 국왕이 독일군의 통과가 허용되는 데 그에게 알린 것을 진술한 "가장 긴급한 극비 사항" 전갈을 베를린으로 보냈다.
에른스트 비그포르스에 의하면 독일로부터 보복을 일으킬 것 같은 이유로 정부에 의하여 이것이 거절되었어도 연합국이 스웨덴을 통하여 군대를 수송하도록
허용하는 데 구스타프 5세와 구스타프 아돌프 황태자가 둘다 스웨덴 정부를 설득시키는 시도를 하였다고 한다.

### 사망
43년 가까이 통치 후에 구스타프 5세는 1950년 10월 29일 독감 합병증으로 92세의 나이에 사망하였다.

## 개인 생활

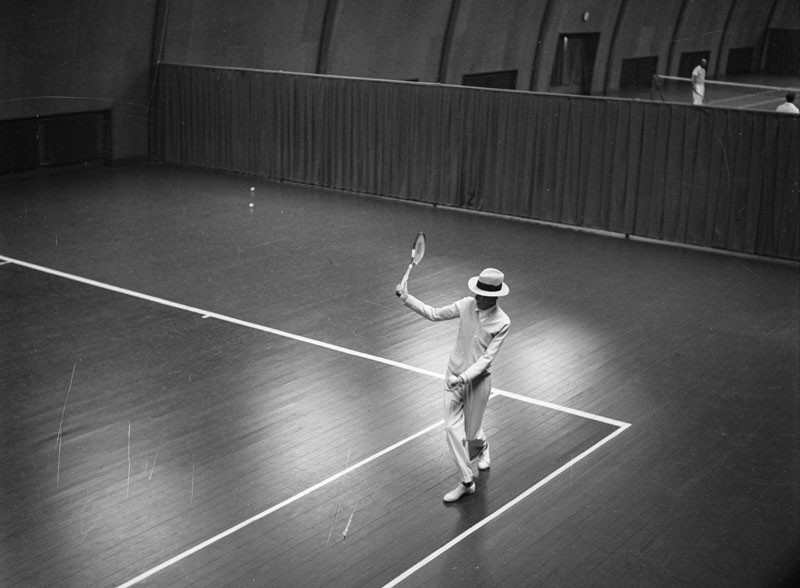
테니스를 즐기는 구스타프 5세

구스타프 5세는 독실한 테니스 선수였으며 "Mr G"라는 필명 아래 나타났다. 선수와 스포츠의 흥행가로서 그는 1980년 국제 테니스 명예의 전당으로 선출되었다. 국왕은 1876년 영국을 방문 중에 스포츠를 배워 귀국하면서 스웨덴의 첫 테니스 클럽을 창설하였다. 1936년 그는 국왕의 클럽을 창설하였다.
자신이 지배하는 동안에 구스타프는 가끔 리비에라에 활약하는 것으로 보였다. 베를린 방문 중에 구스타프는 히틀러와 만남으로부터 즉시 유대인 선수 다니엘 프렌과 테니스 매치로 갔다. 2차 대전이 일어나는 동안에 그는 데이비스 컵 스타들 프랑스의 장 보로트라와 독일 정부에 의하여 투옥된 독일의 고트프리트 폰 크람을 위하여 더 낳은 대우를 얻는 데 중재하였다.

## 자녀
바덴의 빅토리아 사이에서 세 명의 아들을 두었다. 
- 구스타프 6세 아돌프 (1882-1973): 스웨덴의 국왕, 코넛 공녀 마거릿과 결혼 후 사별, 레이디 루이즈 마운트배튼과 결혼
- 쇠데르만란드 공작 빌헬름 왕자 (1884-1965): 러시아의 마리야 파블로브나 여대공과 결혼 후 이혼
- 베스트만란드 공작 에리크 왕자 (1889-1918): 스페인 독감으로 요절

| 전임 칼 아돌프 | 베름란드 공작 1858년~1907년 12월 8일 | 후임 칼 필립 |

| 전임 오스카르 2세 | 스웨덴 국왕 1907년 12월 8일~1950년 10월 29일 | 후임 구스타프 6세 아돌프 |